# Zwitserland op de Olympische Winterspelen 1988
Tijdens de Olympische Winterspelen van 1988, die in Calgary (Canada) werden gehouden, nam Zwitserland voor de vijftiende keer deel.

## Medailleoverzicht
| Sport              | Olympiër                                                 | Discipline            | Medaille |
| ------------------ | -------------------------------------------------------- | --------------------- | -------- |
| Alpineskiën        | Pirmin Zurbriggen                                        | afdaling (m)          | Goud     |
| Alpineskiën        | Vreni Schneider                                          | reuzenslalom (v)      | Goud     |
| Alpineskiën        | Vreni Schneider                                          | slalom (v)            | Goud     |
| Bobsleeën          | Ekkehard Fasser Kurt Meier Marcel Fässler Werner Stocker | 4-mansbob (m)         | Goud     |
| Noordse combinatie | Hippolyt Kempf                                           | individueel (m)       | Goud     |
| Alpineskiën        | Peter Müller                                             | afdaling (m)          | Zilver   |
| Alpineskiën        | Michela Figini                                           | super g (v)           | Zilver   |
| Alpineskiën        | Brigitte Oertli                                          | afdaling (v)          | Zilver   |
| Alpineskiën        | Brigitte Oertli                                          | combinatie (v)        | Zilver   |
| Noordse combinatie | Fredy Glanzmann Hippolyt Kempf Andreas Schaad            | team (m)              | Zilver   |
| Alpineskiën        | Paul Accola                                              | combinatie (m)        | Brons    |
| Alpineskiën        | Pirmin Zurbriggen                                        | reuzenslalom (m)      | Brons    |
| Alpineskiën        | Maria Walliser                                           | reuzenslalom (v)      | Brons    |
| Alpineskiën        | Maria Walliser                                           | combinatie (v)        | Brons    |
| Langlaufen         | Andi Grünenfelder                                        | 50 km vrije stijl (m) | Brons    |

## Deelnemers en resultaten

### Alpineskiën
| Olympiër             | Discipline       | Resultaat | Prestatie                                                                           |
| -------------------- | ---------------- | --------- | ----------------------------------------------------------------------------------- |
| Paul Accola          | slalom (m)       | dq-1      | diskwalificatie run 1                                                               |
| Paul Accola          | combinatie (m)   | Brons     | 48,24 (+11,69) afdaling: 48,24 p. (1.51,27) slalom: 0 p. (1.24,93: 42,58+42,35)     |
| Bernhard Fahner      | combinatie (m)   | 15e       | 120,45 (+83,9) afdaling: 53,87 p. (1.51,78) slalom: 66,58 p. (1.33,37: 47,56+45,81) |
| Joël Gaspoz          | reuzenslalom (m) | 10e       | 2.09,57 (+3,20) 1.06,70+1.02,87                                                     |
| Joël Gaspoz          | slalom (m)       | dnf-1     | opgave run 1                                                                        |
| Martin Hangl         | super g (m)      | dnf       | opgave                                                                              |
| Martin Hangl         | reuzenslalom (m) | dns-2     | niet gestart run 2 1.07,51+dns                                                      |
| Martin Hangl         | combinatie (m)   | dnf-s1    | opgave slalom run 1 afdaling: 1.51,48                                               |
| Franz Heinzer        | afdaling (m)     | 17e       | 2.03,36 (+3,73)                                                                     |
| Franz Heinzer        | super g (m)      | 15e       | 1.43,32 (+3,66)                                                                     |
| Daniel Mahrer        | afdaling (m)     | 12e       | 2.03,18 (+3,55)                                                                     |
| Daniel Mahrer        | super g (m)      | dnf       | opgave                                                                              |
| Peter Müller         | afdaling (m)     | Zilver    | 2.00,14 (+0,51)                                                                     |
| Hans Pieren          | reuzenslalom (m) | 14e       | 2.10,68 (+4,31) 1.06,46+1.04,22                                                     |
| Hans Pieren          | slalom (m)       | dnf-1     | opgave run 1                                                                        |
| Pirmin Zurbriggen    | afdaling (m)     | Goud      | 1.59,63                                                                             |
| Pirmin Zurbriggen    | super g (m)      | 5e        | 1.41,96 (+2,30)                                                                     |
| Pirmin Zurbriggen    | reuzenslalom (m) | Brons     | 2.08,39 (+2,02) 1.05,57+1.02,82                                                     |
| Pirmin Zurbriggen    | slalom (m)       | 7e        | 1.40,48 (+1,01) 52,05+48,43                                                         |
| Pirmin Zurbriggen    | combinatie (m)   | dnf-s2    | opgave slalom run 2 afdaling: 1.46,90                                               |
|                      |                  |           |                                                                                     |
| Chantal Bournissen   | afdaling (v)     | 11e       | 1.27,46 (+1,60)                                                                     |
| Michela Figini       | afdaling (v)     | 9e        | 1.27,26 (+1,40)                                                                     |
| Michela Figini       | super g (v)      | Zilver    | 1.20,03 (+1,00)                                                                     |
| Michela Figini       | reuzenslalom (v) | dnf-2     | opgave run 2 1.02,35+dnf                                                            |
| Beatrice Gafner      | combinatie (v)   | dnf-a     | opgave afdaling                                                                     |
| Zoë Haas             | super g (v)      | 7e        | 1.20,91 (+1,88)                                                                     |
| Brigitte Oertli      | afdaling (v)     | Zilver    | 1.26,61 (+0,75)                                                                     |
| Brigitte Oertli      | super g (v)      | 17e       | 1.21,56 (+2,53)                                                                     |
| Brigitte Oertli      | slalom (v)       | dnf-2     | opgave run 2 49,95+dnf                                                              |
| Brigitte Oertli      | combinatie (v)   | Zilver    | 29,48 (+0,23) afdaling: 29,48 p. (1.18,37) slalom: 0 p. (1.20,71: 39,24+41,47)      |
| Corinne Schmidhauser | reuzenslalom (v) | dnf-2     | opgave run 2 1.00,67+dnf                                                            |
| Corinne Schmidhauser | slalom (v)       | dnf-1     | opgave run 1                                                                        |
| Vreni Schneider      | reuzenslalom (v) | Goud      | 2.06,49 1.00,53+1.05,96                                                             |
| Vreni Schneider      | slalom (v)       | Goud      | 1.36,69 48,81+47,88                                                                 |
| Vreni Schneider      | combinatie (v)   | dnf-s1    | opgave slalom run 1 afdaling: 1.18,10                                               |
| Maria Walliser       | afdaling (v)     | 4e        | 1.26,89 (+1,03)                                                                     |
| Maria Walliser       | super g (v)      | 6e        | 1.20,48 (+1,45)                                                                     |
| Maria Walliser       | reuzenslalom (v) | Brons     | 2.07,72 (+1,23) 1.00,57+1.07,15                                                     |
| Maria Walliser       | combinatie (v)   | Brons     | 51,28 (+22,03) afdaling: 8,03 p. (1.16,98) slalom: 43,25 p. (1.25,92: 41,80+44,12)  |

### Bobsleeën
| Olympiër                                                 | Discipline                   | Resultaat | Prestatie                                         |
| -------------------------------------------------------- | ---------------------------- | --------- | ------------------------------------------------- |
| Hans Hiltebrand André Kiser                              | 2-mansbob (m) Zwitserland I  | 6e        | 3.56,52 (+3,04) (58,74 / 59,21 / 59,55 / 59,02)   |
| Gustav Weder Donat Acklin                                | 2-mansbob (m) Zwitserland II | 4e        | 3.56,06 (+2,58) (58,01 / 58,88 / 1.00,12 / 59,05) |
| Ekkehard Fasser Kurt Meier Marcel Fässler Werner Stocker | 4-mansbob (m) Zwitserland I  | Goud      | 3.47,51 (56,83 / 57,37 / 55,88 / 57,43)           |
| Hans Hiltebrand Urs Fehlmann Erwin Fassbind André Kiser  | 4-mansbob (m) Zwitserland II | 9e        | 3.49,25 (+1,74) (56,39 / 57,91 / 57,13 / 57,82)   |

### Kunstrijden
| Olympiër        | Discipline | Resultaat | Prestatie                                                        |
| --------------- | ---------- | --------- | ---------------------------------------------------------------- |
| Oliver Höner    | mannen     | 12e       | 24,0 punten (verpl. figuren: 10 - korte kür: 10 - lange kür: 14) |
| Stefanie Schmid | vrouwen    | 15e       | 31,0 punten (verpl. figuren: 21 - korte kür: 16 - lange kür: 12) |

### Langlaufen
| Olympiër                                                            | Discipline            | Resultaat | Prestatie                                           |
| ------------------------------------------------------------------- | --------------------- | --------- | --------------------------------------------------- |
| Jürg Capol                                                          | 15 km klassiek (m)    | 22e       | 43.59,5 (+2.40,6)                                   |
| Jürg Capol                                                          | 30 km klassiek (m)    | 30e       | 1:31.35,8 (+7.09,5)                                 |
| Markus Fähndrich                                                    | 50 km vrije stijl (m) | 35e       | 2:13.33,2 (+9.02,3)                                 |
| Andi Grünenfelder                                                   | 15 km klassiek (m)    | 35e       | 45.35,5 (+4.16,6)                                   |
| Andi Grünenfelder                                                   | 30 km klassiek (m)    | dnf       | opgave                                              |
| Andi Grünenfelder                                                   | 50 km vrije stijl (m) | Brons     | 2:06.01,9 (+1.31,0)                                 |
| Giachem Guidon                                                      | 15 km klassiek (m)    | dnf       | opgave                                              |
| Giachem Guidon                                                      | 30 km klassiek (m)    | 13e       | 1:28.05,9 (+3.39,6)                                 |
| Giachem Guidon                                                      | 50 km vrije stijl (m) | 13e       | 2:09.02,2 (+4.31,3)                                 |
| Konrad Hallenbarter                                                 | 15 km klassiek (m)    | dnf       | opgave                                              |
| Jeremias Wigger                                                     | 30 km klassiek (m)    | 26e       | 1:30.47,1 (+6.20,8)                                 |
| Jeremias Wigger                                                     | 50 km vrije stijl (m) | 14e       | 2:09.05,3 (+4.34,4)                                 |
| Team Andi Grünenfelder Jürg Capol Giachem Guidon Jeremias Wigger    | 4x10 km estafette (m) | 4e        | 1:46.16,3 (+2.17,7) 26.09,7 26.31,4 26.35,1 27.00,1 |
|                                                                     |                       |           |                                                     |
| Christina Gilli-Brügger                                             | 5 km klassiek (v)     | 15e       | 15.44,5 (+40,5)                                     |
| Christina Gilli-Brügger                                             | 10 km klassiek (v)    | 18e       | 31.37,4 (+1.29,1)                                   |
| Christina Gilli-Brügger                                             | 20 km vrije stijl (v) | 4e        | 57.37,4 (+1.43,8)                                   |
| Marianne Irniger                                                    | 5 km klassiek (v)     | 35e       | 16.37,5 (+1.33,5)                                   |
| Marianne Irniger                                                    | 10 km klassiek (v)    | 43e       | 34.58,3 (+4.50,0)                                   |
| Marianne Irniger                                                    | 20 km vrije stijl (v) | 30e       | 1:01.51,5 (+5.57,9)                                 |
| Evi Kratzer                                                         | 5 km klassiek (v)     | 14e       | 15.42,8 (+38,8)                                     |
| Evi Kratzer                                                         | 10 km klassiek (v)    | 11e       | 31.16,7 (+1.08,4)                                   |
| Evi Kratzer                                                         | 20 km vrije stijl (v) | 14e       | 58.56,1 (+3.02,5)                                   |
| Sandra Parpan                                                       | 10 km klassiek (v)    | 32e       | 33.02,0 (+2.53,7)                                   |
| Karin Thomas                                                        | 5 km klassiek (v)     | 40e       | 17.04,1 (+2.00,1)                                   |
| Karin Thomas                                                        | 20 km vrije stijl (v) | 16e       | 59.17,2 (+3.23,6)                                   |
| Team Karin Thomas Sandra Parpan Evi Kratzer Christina Gilli-Brügger | 4x5 km estafette (v)  | 4e        | 1:01.59,4 (+2.08,3) 15.26,8 16.24,7 15.40,3 14.27,6 |

### Noordse combinatie
| Olympiër                                           | Discipline      | Resultaat | Prestatie |
| -------------------------------------------------- | --------------- | --------- | --- |
| Hippolyt Kempf                                     | individueel (m) | Goud      | — — schans: 217,9 p — 15 km: 38.16,8 |
| Andreas Schaad                                     | individueel (m) | 5e        | +1.12,5 — schans: 207,2 p — 15 km: 38.18,0                                                                                                   |
| Fredy Glanzmann                                    | individueel (m) | 35e       | +6.11,3 — schans: 180,1 p — 15 km: 40.16,1                                                                                                   |
| Stefan Späni                                       | individueel (m) | dnf       | opgave — schans: 178,6 p — 15 km: niet gestart                                                                                               |
| Team Fredy Glanzmann Hippolyt Kempf Andreas Schaad | team (m)        | Zilver    | +3,4 — schans: 571,4 p — 30 km: 1:15.57,4 schans: 195,4 p — 10 km: 25.34,7 schans: 199,8 p — 10 km: 25.12,9 schans: 176,2 p — 10 km: 25.09,8 |

### Schansspringen
| Olympiër                                                                    | Discipline                     | Resultaat | Prestatie |
| --------------------------------------------------------------------------- | ------------------------------ | --------- | --- |
| Gérard Balanche                                                             | normale schans individueel (m) | 37e       | 173,8 punten 85,9 p. (78,0 m) + 87,9 p. (78,0 m) |
| Gérard Balanche                                                             | grote schans individueel (m)   | 30e       | 172,6 punten 95,4 p. (105,0 m) + 77,2 p. (94,5 m) |
| Christian Hauswirth                                                         | normale schans individueel (m) | 48e       | 164,7 punten 90,3 p. (79,5 m) + 74,4 p. (73,0 m) |
| Christian Hauswirth                                                         | grote schans individueel (m)   | 27e       | 177,1 punten 94,9 p. (105,0 m) + 82,2 p. (97,0 m) |
| Christoph Lehmann                                                           | normale schans individueel (m) | 56e       | 150,9 punten 76,0 p. (74,0 m) + 74,9 p. (73,0 m) |
| Christoph Lehmann                                                           | grote schans individueel (m)   | 44e       | 153,2 punten 87,3 p. (101,0 m) + 65,9 p. (90,0 m) |
| Fabrice Piazzini                                                            | normale schans individueel (m) | 17e       | 188,8 punten 99,9 p. (83,0 m) + 88,9 p. (78,0 m) |
| Fabrice Piazzini                                                            | grote schans individueel (m)   | 43e       | 156,9 punten 73,9 p. (105,0 m) + 83,0 p. (99,0 m) |
| Team Gérard Balanche Christoph Lehmann Fabrice Piazzini Christian Hauswirth | grote schans team (m)          | 8e        | 516,1 punten 87,4 p. (100,0 m) + 87,6 p. (100,5 m) 73,9 p. (95,0 m) + 82,8 p. (98,5 m) 81,6 p. (98,0 m) + 84,5 p. (99,0 m) 89,3 p. (101,0 m) + 85,7 p. (99,5 m) |

### IJshockey
| Olympiër | Discipline | Resultaat | Prestatie |
| --- | ---------- | --------- | --- |
| Patrice Brasey André Künzi Jakob Kölliker Fausto Mazzoleni Andreas Ritsch Bruno Rogger Philipp Neuenschwander Gaëtan Boucher Manuele Celio Thomas Vrabec Jörg Eberle Felix Hollenstein Peter Jaks Roman Wäger Markus Leuenberger Alfred Lüthi Gil Montandon Peter Schlagenhauf Urs Burkart Pietro Cunti Olivier Anken Richard Bucher | mannen     | 8e        | Voorronde groep A: 2- 1 Zwitserland - Finland 2- 4 Zwitserland - Canada 2- 4 Zwitserland - Zweden 4- 1 Zwitserland - Polen 9- 0 Zwitserland - Frankrijk 7e plaats: 4- 8 Zwitserland - Verenigde Staten |

Amerikaanse Maagdeneilanden · Andorra · Argentinië · Australië · België · Bolivia · Bondsrepubliek Duitsland · Bulgarije · Canada · Chili · China · Chinees Taipei · Costa Rica · Cyprus · Denemarken · Duitse Democratische Republiek · Fiji · Filipijnen · Finland · Frankrijk · Griekenland · Groot-Brittannië · Guam · Guatemala · Hongarije · IJsland · India · Italië · Jamaica · Japan · Joegoslavië · Libanon · Liechtenstein · Luxemburg · Marokko · Mexico · Monaco · Mongolië · Nederland · Nederlandse Antillen · Nieuw-Zeeland · Noord-Korea · Noorwegen · Oostenrijk · Polen · Portugal · Puerto Rico · Roemenië · San Marino · Sovjet-Unie · Spanje · Tsjecho-Slowakije · Turkije · Verenigde Staten · Zuid-Korea · Zweden · Zwitserland